# Rasmus Nalle
Rasmus Nalle (danskt originalnamn: Rasmus Klump) är huvudperson i en dansk tecknad serie, skriven av Carla Hansen och tecknad av Vilhelm Hansen. Serien skapades 1951 och kom året efter i bokform (föregången av publicering i tidningar). Fram till 1990 gjordes cirka 40 album.
Serien kännetecknas av en godmodig, fartfylld och komisk dialog tillsammans med tydliga, dynamiska seriestrippar (vanligtvis tre till sju stycken) på varje sida. Rasmus Nalles danska popularitet har lett till frimärksutgivning, permanent (sedan 2010) närvaro på Tivoli och namngivning (sedan 1998) av en särskild utmärkelse. Den har också vid tre tillfällen blivit animerad film.

## Innehåll

### Handling
Serien börjar med att Rasmus Nalle hittar en gammal fartygsratt på en soptipp. Han tror först att det är ett säreget hjul, men hans kompisar upplyser honom om att det är en ratt. Vännerna beslutar sig för att bygga en båt omkring ratten, och får en gammal bilmotor till skänks för framdrivningen. På så sätt uppstår farkosten Mary. 
I ett trettiotal album (varav det första omfattar byggandet av båten) reser de omkring med Mary runt i stort sett hela världen och upplever de mest fantastiska äventyr. Serien blir ändå aldrig för spännande för små läsare, utan allting sker med gott humör. Vid ett tillfälle lider de skeppsbrott i en storm, men bygger sig sorglöst en Mary II av det material som finns tillgängligt (mest bambu) och naturligtvis ratten, som flöt iland. 

### Figurgalleri
- Rasmus Nalle (danska: Rasmus Klump), en självständig björnunge, men inte för gammal att uppskatta ett berg av pannkakor hemma hos mamma. Originalnamnets Klump kom från en hund med det namnet som familjen Hansen hade en gång i tiden.
- Pingo (danska: Pingo), en pingvin som är Rasmus bästa kompis och styrman på Mary I och Mary II. Alltid propert klädd med vit fluga.
- Sälle (danska: Skæg), en säl som står för det nautiska kunnandet då han är 'äkta' sjöman - han har t.o.m. seglat i Biscaya. Han har sjömansmössa, pipa, och ett ankare tatuerat på magen. Han har en kusin på nordpolen, som ser precis likadan ut. Enda skillnaden är tatueringen - kusinen har en propeller - och formen på pipan.
- Pelle (danska: Pelle), en pelikan som har allt man kan tänkas behöva i sin påse - från verktyg, målarfärg och metervis med tågvirke till bensin nog för en jordenruntresa.
- Struts, Knalle eller Kalle (danska: Knalle), en strutsunge som ansluter till sällskapet på en av resorna. Han kan först inte prata, men lär sig detta hjälpligt så småningom. Han har en doktorsväska om halsen och tror därvid att han är läkare och tvingar i de övriga mer eller mindre illasmakande mediciner. Har alltid med sig en sopskyffel med vilken han skyfflar i sig allting som ens avlägset påminner om något ätbart. Han lämnar sällskapet i "Rasmus Nalle har kul på slottet".
- Sköld (danska: Pildskadden), en liten sköldpadda.
- Grodan (danska: Frømand), en liten groda. Heter egentligen Jabiduttiperslickenberg men kallas bara för Grodan.
- Gojan (danska: Gøjen), en liten blekrosa papegoja.  Övriga figurer i serien refererar ibland till de tre sistnämnda som "de små". Deras prat är på jollerstadiet, och de gör oftast något helt fristående från huvudberättelsen, där de leker i bakgrunden.

## Utgivning
Det första danska albumet Rasmus Klump bygger skib utkom 1952. Totalt utgavs 37 album; de svenska nummer 3-16 och 36-37 är inte utgivna i samma ordning som den danska albumutgivningen. Enligt uppgift (se numrering i tabellen nedan) gavs även vissa album i den danska utgivningen ut i annan ordning än teckningskronologin.

### Svensk utgivning
Den svenska utgivningen har dels skett som album i liggande format, dels som omlayoutade "minialbum". I den senare utgivningen, inledd 1968, har Jan Lööf varit inblandad som översättare.
Illustrationsförlaget inledde den svenska utgivningen 1954, och fram till 1958 gavs 10 album ut i liggande format. 1968 återupptog man den svenska utgivningen, nu med något mindre album i stående format och ombruten sidlayout. Den nya utgivningen började med de första albumen och fortsatte till det sista albumet (nummer 37), vilket gavs ut 1990. Dessutom kom 1990 sagoboken (ej i serieform) Rasmus Nalle och Bläck-Sprutte.
Pratbubbleversionen av serien har bland annat publicerats i Allers, samt serietidningarna Serie-Pressen (första versionen), Nalle Lufs och Barbapapa.
Dessutom har flera av historierna även omarbetats och förkortats till Pixi-böcker för yngre barn – då ej i serieform.